# Régiment de la Calotte

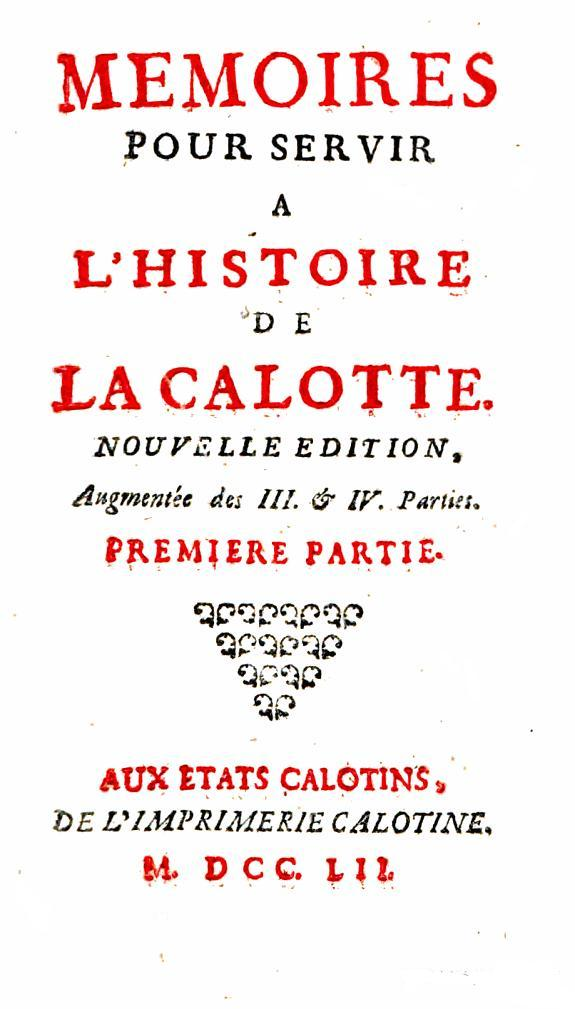
Mémoires pour servir à l'histoire de la Calotte 1752

Le régiment de la Calotte est une très active société festive et carnavalesque d'origine militaire fondée en 1702 par Philippe Emmanuel de La Place de Torsac et Étienne Isidore Théophile Aymon.
Jusqu'en 1752 elle produit une quantité de documents manuscrits ou imprimés.
Très structurée, n'existant peut-être déjà plus dans la société civile, la Calotte est interdite dans l'armée en 1779.
Résistant à son interdiction elle continue à exister dans le milieu militaire au moins jusqu'au début des années 1820.

## Origine du régiment de la Calotte
Les auteurs anciens et actuels donnent une origine française au régiment, telle qu'elle est rapportée ici plus loin.
Mais il faut noter que, parlant d'une ouvrage de Bosc du Bouchet parue en 1732, Arthur Dinaux écrit : « Cette brochure n'est pas reproduite dans les Mémoires pour servir à l'histoire de la Calotte.
Il y est prouvé par une histoire complète de la République de Babin en Pologne que cette société facétieuse, fondée au milieu du XVIe siècle, a pu donner l'idée du régiment de la Calotte. »

## Histoire et description du Régiment de la Calotte
Bernard Picard écrit en 1809 :

« Je ne vois rien qui de nos jours soit comparable à la Mère-Folle, que le fameux Régiment de la Calotte. La plus grande différence se trouve, à ce qu'il me semble, dans la manière dont l'un et l'autre se sont établis. La Mère Folle l'a été d'une manière qu'on peut appeler solennelle et authentique ; la Calotte est un effet du hasard. Du reste, on a fait entrer dans l'une et dans l'autre tout ce qu'il y avait de plus qualifié dans l'État. Le régiment de la Calotte a été formé, comme la compagnie de Mère-Folle, de personnes de la plus haute noblesse et de ceux qui occupaient les premières dignités du royaume, sans excepter ni prélats, ni cardinaux, ni ministres d'état, ni généraux ; pas même les princes de sang. »

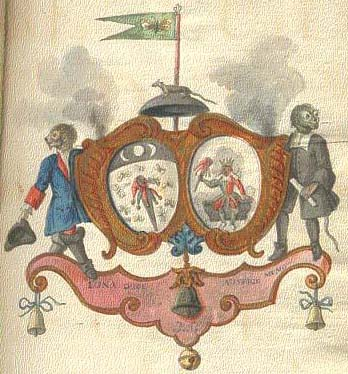
Armes du régiment de la Calotte.

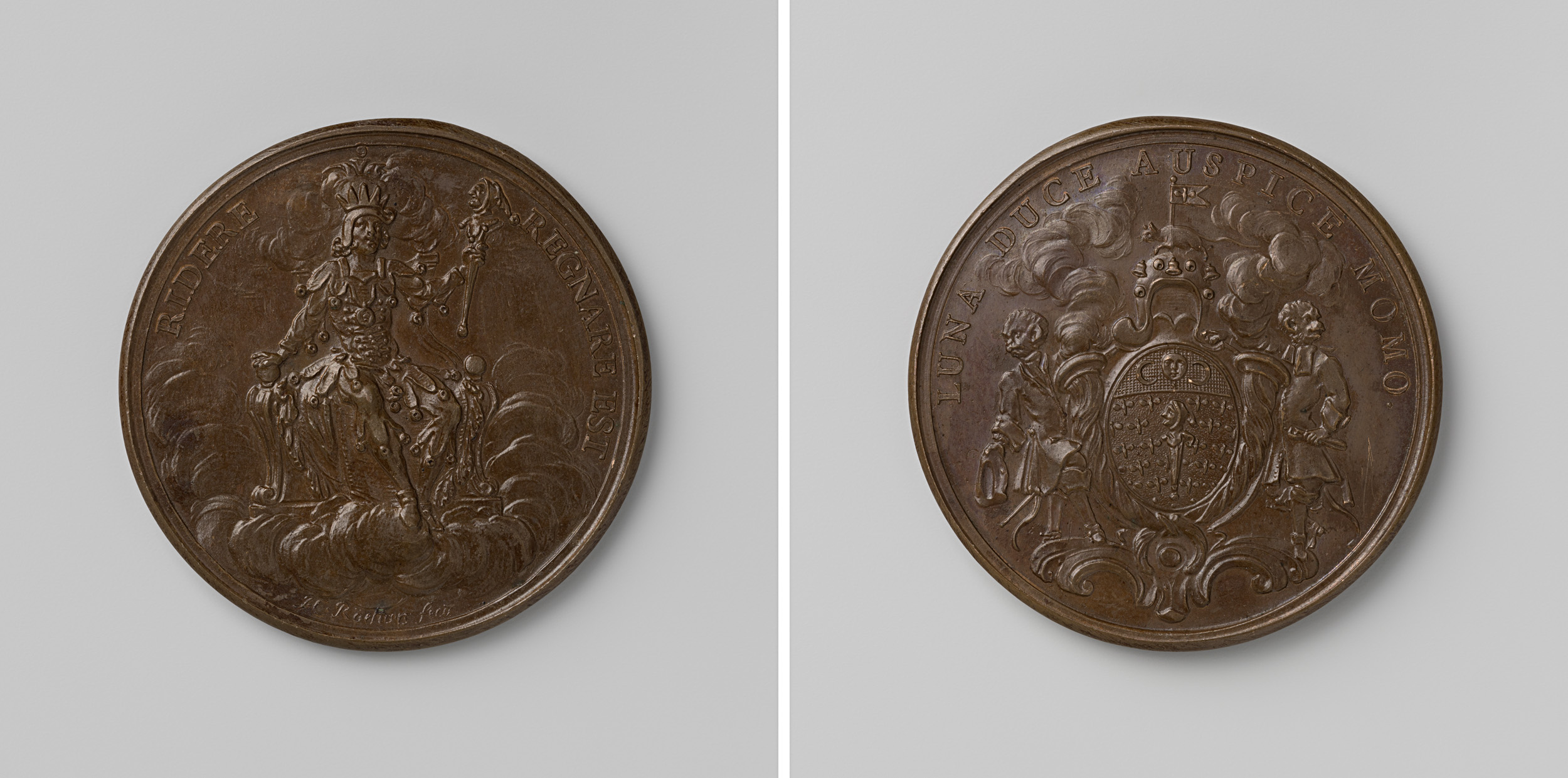
Le graveur général de la Monnaie, Joseph Charles Roëttiers, fut chargé de réaliser cette médaille, qui devait être portée par les membres : Que chaque frère / porte le susdit médaillon, / tant en or qu'argent, bronze ou plomb / du cote de la boutonnière.

Voici des particularités qu'un éditeur anonyme d'un Recueil de pièces du régiment de la Calotte a rassemblés sur l'origine du régiment. « Le régiment de la Calotte doit sa naissance à quelques beaux esprits de la Cour, qui formèrent il y a quelques années une société. Ils se proposèrent pour but de corriger les mœurs, de réformer le style à la mode en le tournant en ridicule, et d'ériger un tribunal opposé à celui de l'Académie française. Les membres de cette nouvelle compagnie ayant prévu qu'on ne manquerait de les accuser de légèreté sur la difficulté de leur entreprise, jugèrent à propos de prendre une calotte de plomb, et le nom de Régiment de la Calotte. Voici quelle en fut l'occasion.
Vers la fin du règne de Louis XIV, M. de Torsac, exempt des gardes-du-corps, M. Aymon, porte-manteau du roi, et divers autres officiers, ayant un jour fait mille plaisanteries sur un mal de tête dont l'un d'entre eux souffrait extrêmement, proposèrent une calotte de plomb au malade. La conversation s'étant échauffée, ils s'avisèrent de créer un régiment composé uniquement de personnes distinguées par l'extravagance de leurs discours ou de leurs actions. Ils le nommèrent le régiment de la Calotte, en faveur de la calotte de plomb ; et d'un consentement unanime le sieur Aymon en fut aussitôt élu général. Cette burlesque saillie fut poussée si loin, que l'on fit faire des étendards et frapper des médailles sur cette institution ; et il se trouva de beaux-esprits qui mirent en vers les brevets que le régiment distribuait à tous ceux qui avaient fait quelque sottise éclatante. Plusieurs personnes de distinction se rangèrent sous les étendards du régiment, et chacun se faisait une occupation sérieuse de relever par des traits de raillerie les défauts des gens les plus considérables, et les fautes qui leur échappaient. Cet établissement ayant fait du bruit, on voulut d'abord le saper par les fondements : mais il para tous les coups qu'on lui porta, malgré le crédit de ceux qui s'intéressaient à sa destruction ; et les assauts redoublés de ses ennemis ne servirent qu'à le rendre plus florissant.
Le régiment grossit dans peu de temps, et la Cour et la Ville lui fournirent un nombre considérable de dignes sujets.
Louis XIV ayant été informé de la création de cette plaisante milice, demanda un jour au sieur Aymon s'il ne ferait jamais défiler son régiment devant lui : Sire, répondit le général des Calottins, il ne se trouverait personne pour le voir passer. Ce colonel remplissait parfaitement les engagements de sa charge, lorsqu'il la quitta assez brusquement par un principe d'équité qui lui fit honneur.
Pendant que les alliés assiégeaient Douai, M. de Torsac étant chez le roi, s'avisa de dire qu'avec trente mille hommes et carte blanche, non-seulement il ferait lever le siège aux ennemis, mais aussi qu'il reprendrait en quinze jours toutes leurs conquêtes depuis le commencement de la guerre. M. Aymon, qui entendit cette bravade, lui céda sur-le-champ son bâton de commandement ; et depuis ce temps-là M. de Torsac a été général jusqu'à sa mort, qui arriva en 1724. Son oraison funèbre, qui a été imprimée, a fait beaucoup de bruit. C'est un tissu des plus mauvaises phrases des harangues prononcées à l'Académie Française, des éloges des savants, des lettres du chevalier d'Her*, etc., que l'on a conçues ensemble fort adroitement. Cette pièce est d'autant plus estimable, qu'elle est une satire très-juste du style précieux et affecté que quelques membres de l'Académie ont voulu mettre en vogue depuis plus de vingt ans. Il était difficile qu'elle plût à tout le monde, surtout à ceux dont on tournait les ouvrages en ridicule ; on trouva le moyen de la faire interdire, et les exemplaires en furent saisis.
Le sieur Aymon, qui en quittant sa place de général en était devenu le secrétaire, ayant appris cette nouvelle, se rendit en toute diligence chez M. le maréchal de Villars, et lui dit en l'abordant : Monseigneur, depuis qu'Alexandre et César sont morts, nous ne reconnaissons d'autre protecteur de notre régiment que vous. On vient de saisir l'Oraison funèbre du sieur de Torsac notre colonel, et d'arrêter par-là le cours de sa gloire et de la nôtre, qui y est intéressée. C'est pourquoi, monseigneur, je viens vous supplier de vouloir bien en parler à M. le garde-des-sceaux, qui m'a accordé par écrit la permission de faire imprimer ce discours. En même temps il montra cette permission au maréchal, qui ne put s'empêcher de rire d'une pareille sollicitation. Cependant M. de Villars ayant promis au sieur Aymon de lui accorder ce qu'il demandait, il le fit le lendemain en sa présence. Que voulez-vous que je fasse ? répondit M. le garde-des-sceaux à M. de Villars. Ce qu'il vous plaira, repartit ce maréchal ; vous êtes le maître. Eh bien ! reprit M. le garde-des-sceaux, je trouve à propos de ne me point brouiller avec ces messieurs. Allez donc, continua-t-il en adressant la parole au sieur Aymon. je vous donne main-levée de la saisie de l'oraison funèbre de votre colonel. Aussitôt le sieur Aymon courut triomphant annoncer cette nouvelle au libraire chez qui on l'avait saisie, et tout fut rendu.
Cette victoire ne contribua pas peu à accroître la gloire du régiment, qui fit bientôt des progrès considérables. Ce qu'il y a de remarquable, c'est que par une maxime diamétralement opposée à celle des autres compagnies de la république des lettres, les personnes qui avaient été l'objet des brocards des fondateurs du Régiment de la Calotte, y ont été enrôlés depuis ; ce qui les a mis en droit de se revancher des railleries qu'ils avaient essuyées. Il n'y a pas un sujet, même parmi les grands, qui n'y soit enrôlé, dès qu'on trouve en lui les talents propres à cette milice.
Cependant on n'y admet qui ceux en qui ces talents ont un certain éclat, sans aucun égard à leur condition, ni aux sollicitations de leurs amis. Il faut d'ailleurs que ce soient des gens d'esprit ; les sots en sont exclus. Lorsque quelqu'un est reçu dans le corps, c'est l'usage qu'il fasse à l'assemblée un discours en vers, dans lequel il met ses propres défauts dans tout leur jour, afin qu'on puisse lui donner un poste convenable.
La crainte d'être en butte aux censures des Calottins a engagé les seigneurs de la Cour à s'en rendre les protecteurs. Cependant il semble que presque tout le monde ait consenti à ne point se formaliser de leurs satires, et que pour faire un contraste plaisant avec l'honneur qu'on se fait d'être membre de la Calotte, ceux qui n'en sont point affectent de ne pas regarder comme un déshonneur d'en être critiqués. Il est vrai qu'il n'y aurait point à gagner en se fâchant, comme l'ont éprouvé ceux qui ont jugé à propos de s'en plaindre. Ces critiques s'adressent aux fautes relatives au bon sens et au langage, et elles ne roulent d'ordinaire que sur les jeux d'une folie innocente et ingénieuse. Quelquefois elles vont plus loin, lorsque le bien public semble demander qu'on démasque certains personnages, et qu'on passe les bornes que les fondateurs du régiment s'étaient prescrites.
Il n'y a point de corps qui observe plus scrupuleusement les règles de l'équité. Le régiment n'accorde ses pensions et ses emplois, qu'à ceux qui s'en rendent dignes par un mérite vraiment calotin ; la faveur ou la qualité sont inutiles pour y prétendre. Le désintéressement des officiers est parfait ; car les brevets tant en vers qu'en prose sont distribués gratis. Comme les secrétaires du régiment ne pourraient suffire à l'expédition de tant de brevets qu'on accorde tous les jours, divers poètes se font un plaisir de les soulager dans ce travail, sans exiger aucun salaire. On ne saurait croire combien ces inconnus sont zélés pour la gloire du régiment. Ils sont si attentifs à lui procurer des sujets, qu'ils fournissent souvent des hommes auxquels on ne pensait pas, et qu'un certain mérite semblait devoir exclure de cet illustre corps. Mais on ne s'en rapporte pas toujours à leur choix ; ils sont obligés d'en donner des raisons, dont les commissaires examinent la solidité.
Voici l'explication des armes qu'on a placées au frontispice de ce recueil ; ces armes sont un emblème parlant du caractère et de l'emploi du célèbre régiment de la Calotte.
L'écusson d'or au chef de sable, chargé d'une lune d'argent, et deux croissants opposés du même métal. L'écusson est chargé en pal du sceptre de Momus, semé de papillons sans nombre, de différentes couleurs. Ledit écusson est couronné d'une calotte à oreillons, dont l'un est retroussé, et l'autre abaissé. Le fronton de la Calotte est orné de sonnettes, et de grelots indifféremment attachés, pour marquer la hiérarchie du régiment. Elle a pour cimier un rat passant, surmonté d'une girouette, pour en marquer la solidité. Les armes ont pour supports deux singes, ce qui dénote l'innocence et la simplicité ; et deux cornes d'abondance en lambrequins, d'où sortent des brouillards, sur lesquels sont assignées les pensions du régiment. Au haut de ces armes voltige une oriflamme avec cette devise : Favet Momus, luna influit; c'est-à-dire : Momus favorise, la lune influe »
Quoi qu'il en soit, la satire se donna peu à peu des libertés qui parurent dangereuses au gouvernement. Outre cela étant devenue un peu trop publique et un peu trop hardie par les fréquentes réimpressions des brevets, entre lesquels il s'en trouvait, ainsi que je viens de le dire, un grand nombre que l'on adressait aux premières personnes du royaume, on crut qu'il était temps de la supprimer : et pour arrêter la trop grande liberté de faiseurs de brevets, on fit non-seulement des recherches et des saisies, mais on emprisonna même quelques-uns de ceux qui se mêlaient d'en composer ou de les répandre. Ajoutons qu'on était vivement piqué de l'avide curiosité du public, et encore plus des railleries auxquelles les brevets donnaient occasion ; surtout ceux qui attaquaient les gens par des endroits vifs et sensibles, ou sur des fautes capitales dont les taches passaient à la postérité par le moyen de l'impression, et devenaient éternelles. Je vais rapporter à cette occasion un exemple de sensibilité assez remarquable pour avoir place ici.
En l'année 1725 le roi de Prusse, (Frédéric-Guillaume Ier de Prusse du nom) qui pendant le temps de son règne a toujours eu une attention extraordinaire à former des régiments composés des plus grands hommes et des mieux faits de l'Europe, obtint de S.M.T.C. la permission d'en lever en France et principalement à Paris, où la permission fut, dit-on, affichée publiquement. On ne manqua pas de saisir une circonstance si glorieuse à la Calotte, et en même temps si digne d'elle. Il parut aussitôt un arrêt assez burlesque de la part de la Calotte, par lequel elle ordonnait à ses sujets préposés aux dites levées, de lever des régiments composés des plus grands hommes du royaume. Après y avoir détaillé, d'une manière comique les avantages d'une haute taille, on finissait l'arrêt par ces vers :
Voulons que l'on se conforme

Pour la hauteur et la forme,

Aux cordeaux des enrôleurs :

Et pour animer les cœurs

De ces nouvelles milices,

Leur donnons pour leurs épices

Vingt-cinq mirlitons de poids,

Ou cent écus navarrois,

Qu'ils recevront sur la mousse

Qu'Océan, quand il rebrousse,

Laisse aux rives de Stettin.

Fait au conseil Calotin

L'an mil sept cent vingt-cinquième,

Et d'octobre le quinzième.
Le brevet fut trouvé plaisant ; mais la raillerie déplut à S. M. P, d'autant plus que ses propres sujets commençaient d'en rire tout haut. La vente et la lecture des brevets fut interdite à Berlin. On juge aisément que des raisons à peu près pareilles contribuèrent à les interdire dans le pays de leur naissance. Je ne connais rien d'autre qui ressemble ni à la Mère-Folle, ni au régiment de la Calotte. Cependant on assure qu'il y a eu en Pologne, (et peut-être y a-t-il encore) quelque chose qui s'y rapporte.

## Autre historique et description du Régiment de la Calotte

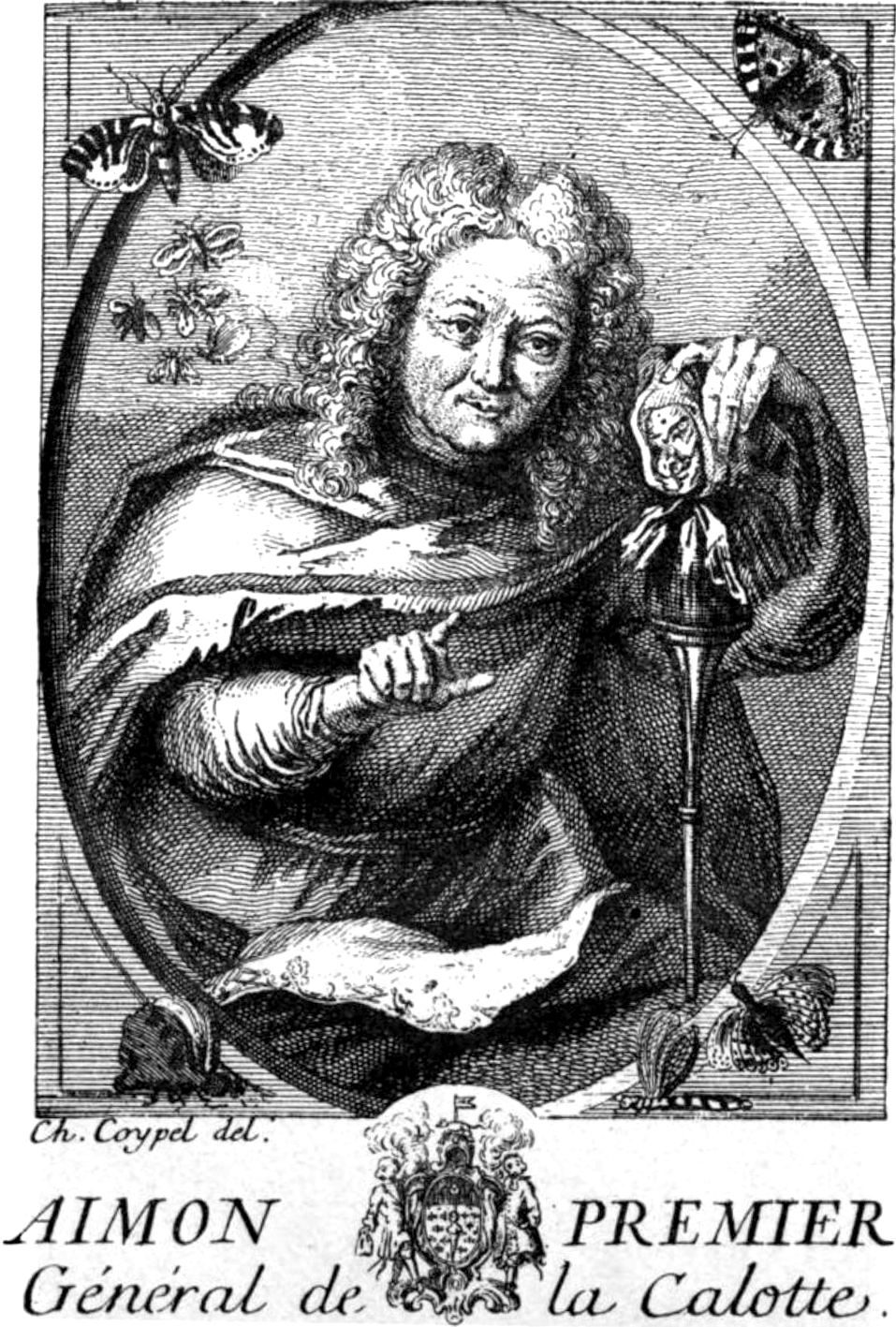
Portrait d'Aymon 1er généralissime du régiment de la Calotte, gravure d'après Charles-Antoine Coypel en 1726.

Charles du Rozoir écrit en 1853 :
CALOTTE (Régiment de la). Il fut fondé vers la fin du règne de Louis XIV, par une société de joyeux officiers, qui n'avaient, à ce qu'il paraît, rien de mieux à faire que de se moquer de tout le monde, en commençant par eux-mêmes. Le hasard donna lieu à cette facétie, qui se prolongea plus d'un demi-siècle. Les fondateurs furent : Aymon, porte-manteau du roi, et de Torsac, exempt des gardes du corps. Ces messieurs s'entretenaient avec quelques amis, quand l'un d'eux se plaignit d'avoir mal à la tête, et qu'il dit qu'il avait une calotte de plomb. Le mot fut relevé ; il fit fortune : de là le nom du régiment de la calotte donné à leur réunion. Elle fit frapper des médailles, adopta un étendard et un sceau avec des armes parlantes, où se trouvaient réunies, dans toutes les règles de l'art héraldique, une calotte, une pleine lune, un rat, un drapeau, une marotte, deux singes habillés, bottés, avec l'épée au côté. La devise était : favet Momus, luna influit. Une autre devise portait : C'est régner que de savoir rire. Les associés se mirent à distribuer des brevets en vers à tous ceux qui faisaient quelque sottise éclatante : ministres, princes, maréchaux, courtisans, abbés, dames de la cour, financiers, hommes de lettres, artistes, comédiens, personne ne fut excepté. Le brevet de la calotte devint alors une véritable censure des travers et des ridicules. Plusieurs personnes du plus haut rang s'empressèrent de s'enrégimenter. Ceux qui se montraient peu flattés de cette distinction bouffonne ne faisaient que s'attirer de plus sanglants brocards ; et les rieurs n'étaient pas de leur côté : témoin le peintre Coypel, qui vint se plaindre au régent de l'envoi fait à son fils d'un brevet de la Calotte. « Je suis déshonoré, dit-il, je n'ai plus qu'à quitter la France ! – Bon voyage ! » Répondit froidement le prince. Il y eut bien des menées pour détruire le régiment de la Calotte ; mais, grâce à la faveur publique et à la protection secrète du gouvernement, il subsista malgré le crédit de ses puissants ennemis.
Le sieur Aymon fut son premier généralissime. Louis XIV lui demanda un jour s'il ne ferait jamais défiler son régiment devant lui :  « Sire, répondit le hardi plaisant, il n'y aurait personne pour le voir passer. » Cette anecdote a donné lieu au poème du Conseil de Momus et de la Revue du Régiment, imprimé à Ratopolis, en 1730. Pendant que les alliés assiégeaient Douai, en 1710, Torsac, étant chez le roi, s'avisa de dire qu'avec 30 000 hommes et carte blanche non-seulement il ferait lever lever le siège aux ennemis, mais aussi qu'il reprendrait en quinze jours toutes leurs conquêtes depuis le commencement de la guerre. Aymond, qui entendit cette bravade, lui céda sur-le-champ le titre de généralissime des calottins, et Torsac conserva ce commandement jusqu'à sa mort, arrivée à Pontoise, en 1724. On composa son oraison funèbre avec des phrases, plus ou moins ridicules, tirées soit des discours prononcés à l'Académie Française, soit des livres alors le plus en vogue. Cette pièce fut imprimée sous ce titre : Éloge historique, ou Histoire panégyrique et caractéristique d'Emmanuel de Torsac, monarque universel du monde sublunauire, et généralissime de la Calotte, prononcé au Champ-de-Mars, et dans la chaire d'Erasme, par un orateur du régiment. Ce burlesque panégyrique, dont le garde des sceaux avait autorisé l'impression, fit scandale à la ville et à la cour. Les hommes de lettres, qui se trouvaient blessés de l'emploi qu'on avait fait malicieusement de leurs phrases, réussir par le crédit de leurs protecteurs à faire saisir cette pièce curieuse. Aymond, secrétaire du régiment de la Calotte, s'adressa alors au maréchal de Villars : « Monseigneur, lui dit-il, depuis qu'Alexandre et César sont morts, nous ne reconnaissons d'autres protecteurs du régiment que vous. » Ce ne fut pas inutilement que le vainqueur de Denain s'interposa auprès du garde des sceaux, qui donna main-levée de la saisie, en disant qu'il ne voulait pas se brouiller avec ces messieurs. Aymont succéda au défunt dans la charge de généralissime, qu'il conserva jusqu'à sa mort en 1731 ; il eut pour successeur le sieur Saint-Martin, lieutenant aux gardes françaises. Son élection se fit avec solennité dans le château du marquis de Livry, premier maître d'hôtel du roi. Plusieurs ministres, secrétaires d'État, ambassadeurs, assistaient à cette cérémonie. Piron fit les fonctions d'orateur. Louis XV et la reine, qui s'intéressaient beaucoup au régiment de la calotte, avaient ordonné au marquis de Livry de leur dépêcher un courrier extraordinaire incontinent après l'élection, pour leur faire savoir sur qui le choix serait tombé. Depuis cette époque le régiment de la Calotte continua paisiblement le cours de ses malicieux enrôlements, et donna lieu à une institution militaire dont on va parler dans l'article suivant.
Les publications de la Calotte parurent en plusieurs formats de 1725 à 1752 sous le titre : « Mémoires pour servir à l'histoire de la Calotte ». Les principaux auteurs de ce recueil sont Aymond, Saint-Martin, l'abbé Desfontaines, l'abbé Magon, Gacon, Piron, Grécourt, Roy, etc. Les curieux conservent en outre, dans leur bibliothèque une infinité de volumes manuscrits de brevets de la Calotte. Les Mémoires de ce burlesque régiment sont un monument curieux de la licence de la presse. Il n'est personnage si élevé qui ne s'y trouve attaqué : le régent, Louis XV, Marie Leczinska, n'y sont pas ménagés ; Law, le cardinal Dubois, le cardinal Fleury, le père Daniel, en un mot, l'épiscopat, la robe et la finance, viennent tour à tour figurer sur cette sellette du ridicule. Destouches, Terrasson, Moncrif, Lamothe, Fontenelle et tous les hommes de lettres distingués de l'époque ont chacun leur brevet et leur part d'épigramme. La calotte avait surtout déclaré une guerre à mort à l'Académie Française. Voltaire, dans son Mémoire sur la Satire, publié en 1739, parle avec beaucoup de mépris de la Calotte : on le conçoit ; il est fort maltraité dans les Mémoires du régiment. Ils n'en sont pas moins un monument précieux de l' esprit du jour à l'époque de la régence et pendant les heureuses années du règne de Louis XV. On vit en 1814 une réminiscence des brevets de la Calotte dans la distribution des ordres de l'Éteignoir et de la Girouette, faite par les rédacteurs du Nain Jaune. Enfin, dans son Oraison funèbre de Bonaparte, Beuchot a très-heureusement imité l'Oraison funèbre du sieur de Torsac. C'est ainsi que pour rire de bon cœur il nous faut, dans ce siècle de gravité, imiter tout bonnement ce qu'on fait nos pères.

## Fin du Régiment de la Calotte

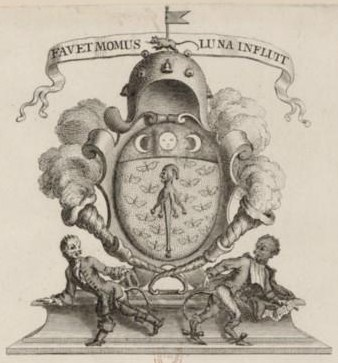
Armes du régiment de la Calotte.

Antoine de Baecque dans un travail de recherche sur le régiment de la Calotte publié en 1997 donne pour terme d'existence de ce dernier l'année 1752. Il écrit « que le régiment de la Calotte semble alors s'être auto-dissout » à la suite de la pression de ses adversaires : le roi Louis XV (les calottins s'étant moqué de sa maîtresse Madame de Pompadour) et les tragédiens que les calottins ont toujours vilipendés.
Si les publications imprimées des calottins cessent bien à cette époque, la société festive prospère au moins encore durant vingt-sept ans parmi les jeunes officiers de l'armée française.
À la lecture de comte de Ségur elle apparaît bien vivante en 1779 :
Il écrit qu'il existait encore en 1779 et depuis très-longtemps un étrange abus dans tous les corps militaires : c'était une association de jeunes lieutenants et sous-lieutenants nommée la Calotte. Elle avait ses assemblées, ses officiers, son général, une police bizarre, mais sévère; elle prétendait ne connaître aucune supériorité, aucune distinction de grades. Cette puissance turbulente et ridicule, mais redoutable, ne voulait obéir que sous les armes et punissait sans pitié par des châtiments comiques, tels que la bascule ou les sauts sur la couverte, tous ceux qu'il lui plaisait de reconnaître coupables d'un délit contre les convenances, contre la politesse et contre sa capricieuse législation.
Au camp de Paramé, en Bretagne, en 1779, un jour de grandes manœuvres qui avaient attiré et des dames bretonnes et même des dames de Paris, deux colonels donnant le bras à deux dames de la cour s'emparèrent des places réservées sur un tertre et placèrent leurs compagnes un peu légèrement devant les Bretonnes, arrivées avant elles et en possession des meilleurs sièges ; une altercation s'ensuivit. La Calotte décida que les deux colonels seraient publiquement bernés pour venger l'offense faite aux dames de Bretagne. M. de Ségur, chef d'état-major, l'ayant su, ne trouva d'autre moyen pour sauver l'exécution de cet arrêt que de faire battre la générale, afin de mettre tout le monde sous les armes et de rétablir à l'instant la hiérarchie militaire qui existait intacte pendant le service. Il avertit ensuite M. le maréchal de Castries, qui commandait le camp, du motif de cette algarade ; il fut approuvé. Des personnes sages s'interposèrent, les têtes se calmèrent, et des ordres sévères arrêtèrent la licence des tribunaux de la Calotte, dont on n'entendit plus guère parler après cet incident.
Malgré cette interdiction la Calotte perdure dans certains corps de l'armée française jusqu'à la fin du XVIIIe siècle et même jusqu'en 1821.
Ceci est attesté par le général Bardin qui écrit en 1853 : « Un procès à la fin de 1821 à Versailles a révélé au public qu'une police analogue aux anciennes formes de la Calotte s'exerçait encore dans les gardes du corps, compagnie d'Havré. »
Qu'une société festive comme le régiment de la Calotte ai duré plus d'une centaine d'années n'a rien d'exceptionnel. La Tuna présente aujourd'hui chez les étudiants en Espagne, au Portugal, aux États-Unis, aux Philippines et en Amérique latine a été fondée à Salamanque au début du XIVe siècle. La compagnie de la mère folle de Dijon a été active durant 250 ans avant d'être interdite en 1630 et existait encore en 1650. Des sociétés festives et carnavalesques toujours vivantes à Cologne ou à La Nouvelle-Orléans ont plus de cent cinquante ans d'âge. Les sociétés festives traditionnelles étudiantes italienne de la Goliardia et française de la Faluche, dont les noms évoquent également un couvre-chef comme la calotte, sont nées en 1888 et existent toujours.

## Humour calottin
Sous prétexte de manquement aux bienséances, au bon goût, à la logique et au bon sens, soit dans les paroles, soit dans les actions, les membres de l'association de la Calotte envoyaient des brevets à tous ceux qu'ils croyaient dignes d'être enrôles dans leur régiment. Aucun grade, aucune dignité, nulle position élevée n'était à l'abri des brevets satiriques de ces joyeux critiques.
Crébillon en reçut un à cause des meurtres qu'il multipliait dans ses tragédies.
               … Crébillon

Dont la muse des plus féroces

Verse le sang à gros bouillons

Par les rimes les plus atroces :

Savoir par noire trahison

Assassinat, meurtre et poison,

Comme dans Atrée et Thyeste,

Rhadamiste et Sémiramis,

Horreurs qu'à bon droit on déteste

Avec l'auteur qui les a mis

Et les met encore au théâtre,

Et lequel, quoiqu'admonesté,

Reste toujours opiniâtre

Dans son horrible cruauté.

A ses causes, sûrs que la France

En ce cas nous approuvera,

Tant que bonté, douceur, clémence

Sur son beau climat régnera,

Nous reléguons en Angleterre

Cet horrible et cruel rimeur

Comme convenable à l'humeur

D'un furieux et vil parterre ;

A sçavoir bouchers, boucaniers,

Tripiers, portefaix, mariniers,

Toutes gens de sac et de corde,

Haïssant la miséricorde,

Aimant à voir couler le sang

Des personnes du plus haut rang.
Le Maréchal de Villars reçut un brevet pour avoir passé le Rhin audacieusement.
La Fillon, célèbre entremetteur de l'époque, obtint celui de chef de bataillon des vestales et vivandières.
Fontenelle, qui, en qualité d'administrateur et de censeur des livres avait approuvé avec éloge des productions au-dessous du médiocre, fut incorporé dans le régiment ; le père Daniel le fut pour son histoire de France.
Le Père Colonia, Jésuite, et l'académie Royale des Inscriptions elle-même reçurent des brevets pour des inscriptions assez niaises.
Le contrôleur-général John Law ne pouvait manquer d'être incorporé dans la bande calottine pour ses brillants systèmes financiers, qui ruinèrent tant de monde, comme dit le brevet :
Marchands, magistrats, artisans

Prélats, guerriers et courtisans,

Ducs et pairs, et même des princes

Non du pays, mais bien forains,

Accouroient comme des essaims

Malgré vent, grêle, pluie, crotte,

Pour y jouer à la marotte,

En beaux et bons deniers comptant

Contre des valeurs calottines,

Dont la France et terres voisines

Se pourront souvenir longtemps.
Le conseil du régiment de la Calotte porta l'audace jusqu'à envoyer de ses brevets motivés à M. d'Argenson, Garde-des-Sceaux, au duc de la Force (en avril 1721), au prince Eugène de Savoie, à des cardinaux et à l'évêque de Fréjus.
Voltaire, lui-même, en 1726, fut incorporé dans le régiment et reçut triple calotte.
La marquise de la Vrillière, au désespoir d'entendre dire que le roi Louis XV, encore fort jeune, faisait peu de cas du beau sexe, étant venue avec audace s'offrir devant toute la cour pour lui montrer le jeu d'amour, reçut, en 1734, un brevet de l'ordre de Momus en style assez leste. En 1730, l'évêque de Nancy ayant eu le malheur d'adresser une mauvaise harangue au Roi dans le milieu de laquelle il resta court, fut nommé Orateur du régiment de la Calotte.
En 1731, le diacre Pâris, qui faisait des miracles, ne fut pas exempt du brevet qui dit :
Déclarons donc par ces présentes

Que saint Paris pareillement

Sera patron du régiment.

Il n'est besoin d'autres patentes ;

Le Pape canonisera

Le saint homme quand il voudra.
La campagne de M. de Coigny, en Allemagne, fut saluée par ce quatrain des calottins :
Sur les bords où la Seltz au Rhin porte l'hommage ;

Il est un camp fameux en illustres guerriers.

Bellone chaque jour les conduit au fourrage,

Et leur donne du foin en guise de lauriers.
En 1749, de la Popelinière entrait au régiment et il y avait bien des droits.
Dans la campagne de 1744, en Flandre, la Calotte inventa un ordre de bataille de l'armée féminine qu'il composa de toutes les danseuses, chanteuses, comédiennes, amoureuses, figurantes, courtisanes et filles galantes de Paris, mettant les plus renommées dans l'état-major, les plus fortes dans l'artillerie et les plus évaporées dans les troupes légères.
Une coquette avait-elle ruiné un traitant pour se faire ensuite dépouiller par un godelureau ; on lui expédiait un brevet avec ce jugement de Momus :
Momus, qui de la gent ratière

A droit de régler les destins

De ses fidèles calottins

Vous nomme vivandière.
.Un avocat publiait-il des factums chargés de passages latins, pour prouver la mauvaise conduite de sa femme, vite on l'enrégimentait dans la Calotte. Momus disait :
C'est assez. Votre affaire est juste

Calottins, écoutez Momus :

Que cet avocat soit trompette

Dans la brigade des cocus.
À côté de l'humour écrit existaient des pratiques orales et gestuelle rappelant le charivari, où les calotins drapeau du dieu Pet en tête allait chahuter sous les fenêtres de ceux qu'ils critiquaient. Le chahut s'achevant rituellement par une déclamation publique du brevet décerné à la personne chahutée :
Quand le conseil de la calotte était informé qu'une personne, de quelque condition qu'elle pût être, soit dans une compagnie, soit dans un repas, était sortie par quelques discours ou par quelque action hors des règles de la bienséance ou de la politesse, il jugeait cette personne très propre à remplir, par contre-vérité, un emploi qui eût rapport à ce qu'elle avait dit ou fait. Et il lui donnait des Lettres ou Brevets de cet emploi, signés et scellés du sceau de la calotte. Lesquels brevets étaient remis à des personnes de considération (mais qui devaient être membres du conseil) pour les porter au nouvel officier en une joviale sarabande. Le nouveau pourvu était obligé d'accepter l'emploi qui lui était déféré. S'il le refusait, tout le monde le tournait en ridicule.

## Musiques
Parmi les œuvres de Louis-Antoine Dornel on trouve Le Concert Calotin et chez François-André Danican Philidor la Marche du régiment de la Calotte.

## Les poètes turlupins
Le régiment de la Calotte compte durant trente-cinq ans, de 1715 à 1750, sur une collaboration d'élite : celle d'un groupe d'une dizaine d'écrivains comiques.
Ils se baptisent eux-mêmes les poètes turlupins. On les appelle également les divins abbés.
Ils se réunissent régulièrement dans des cafés voisins de l'Opéra comique pour rédiger les brevets de la Calotte.
Les noms de ces poètes calottins sont aisément identifiables, bien que les brevets calottins qu'ils rédigent soient par principe anonymes. Il s'agit des abbés François Gacon, père de l'Oratoire et ensuite prieur de Baillon, qui rédige une cinquantaine de brevets calottins durant les premières années de la Régence ; Jean Baptiste Joseph Willard de Grécourt ; Pierre-François Guyot Desfontaines ; Guillaume Plantavit de la Pause abbé de Margon ; et de Pierre Charles Roy, poète lyrique ; Bosc du Bouchet ; Louis Fuzelier ; Alexis Piron ; et du comte de Maurepas (Jean-Frédéric Phélypeaux de Maurepas).
L'impertinence de ces artistes leur vaut de subirent de plein fouet la répression des autorités :
Quelques années avant la naissance de la Calotte, François Gacon, à la suite de la publication du Poète sans fard, est embastillé durant plusieurs mois en 1696.
Guillaume Plantavit de la Pause abbé de Margon est relégué durant quatre années, de 1743 à 1747, aux îles de Lérins puis au château d'If.
Le comte de Maurepas est exilé à Bourges en 1749.
Pierre Charles Roy, exilé en 1717 pour avoir publié le Temple d'ignorance, texte qui se moque de l'Académie française, fini sa vie tragiquement en 1764, bastonné à mort par deux mouchards de la police.
L'activité des poètes turlupins ne se limite pas aux textes calottins. Ils sont aussi les auteurs d'une centaine d'ouvrages comiques.
Certains sont des comédies données en réponses à de sombres tragédies alors à la mode. Ainsi, au tragique Catilina de Crébillon, ils ripostent avec la comédie Catilinette.
Antoine de Baecque écrit à ce propos : « Les calottins ont écrit des recueils entiers de parodies, réussissant à les faire jouer simultanément aux représentations des tragédies qu'ils mimaient. »

## La postérité de la Calotte
Les ouvrages d'histoire officielle n'en parlent pas.
S'agissant des poètes turlupins, Antoine de Baecque écrit en 1997 : « Comme tous les satiristes, ce groupe a mauvaise réputation : ni les gazettes du temps, ni les notices des dictionnaires littéraires ne rendent hommage à Gacon, Margon, Roy, Grécourt, Desfontaines, Fuzelier ou même à Piron, pourtant le plus connu d'entre eux, surtout grâce à son œuvre badine et érotique. »
Vers 1825 a existé une espèce de parodie de la Calotte : la Société des Boulettes, mais il paraît qu'elle eut très peu de durée.
Le régiment de la Calotte qui fut célèbre jadis et connut des membres, amis ou adversaires prestigieux est aujourd'hui oublié du public.

## Annexe

### Contre la Calotte en 1739
Dans son Mémoire sur la satire publié en 1739, Voltaire s'en prend violemment aux écrits du régiment de la Calotte :
Au milieu des délices pour lesquelles seules on semble respirer à Paris, la médisance et la satire en ont corrompu souvent la douceur. L’on y change de mode dans l’art de médire et de nuire comme dans les ajustements. Aux satires en vers alexandrins succédèrent les couplets ; après les couplets vinrent ce qu’on appelle les calottes. Si quelque chose marque sensiblement la décadence du goût en France, c’est cet empressement qu’on a eu pour ces misérables ouvrages. Une plaisanterie ignoble, toujours répétée, toujours retombant dans les mêmes tours, sans esprit, sans imagination, sans grâce, voilà ce qui a occupé Paris pendant quelques années; et pour éterniser notre honte, on en a imprimé deux recueils, l’un en quatre, et l’autre en cinq volumes : monuments infâmes de méchanceté et de mauvais goût, dans lesquels, depuis les princes jusqu’aux artisans, tout est immolé à la médisance la plus atroce et la plus basse, et à la plus plate plaisanterie. Il est triste pour la France, si féconde en écrivains excellents, qu’elle soit le seul pays qui produise de pareils recueils d’ordures et de bagatelles infâmes.
Les pays qui ont porté les Copernic, les Tycho Brahe, les Otto-Guericke, les Leibnitz, les Bernoulli, les Wolf, les Huygens ; ces pays où la poudre, les télescopes, l’imprimerie, les machines pneumatiques, les pendules, etc., ont été inventés ; ces pays que quelques-uns de nos petits-maîtres ont osé mépriser, parce qu’on n’y faisait pas la révérence si bien que chez nous; ces pays, dis-je, n’ont rien qui ressemble à ces recueils, soit de chansons infâmes, soit de calottes, etc. Vous n’en trouvez pas un seul en Angleterre, malgré la liberté et la licence qui y règnent. Vous n’en trouverez pas même en Italie, malgré le goût des Italiens pour les pasquinades.
Je fais exprès cette remarque, afin de faire rougir ceux de nos compatriotes qui, pouvant faire mieux, déshonorent notre nation par des ouvrages si malheureusement faciles à faire, auxquels la malignité humaine assure toujours un prompt débit, mais qu’enfin la raison, qui prend toujours le dessus, et qui domine dans la saine partie des Français, condamne ensuite à un mépris éternel.